# Thorarchaeota
Candidatus Thorarchaeota, oder einfach „Thorarchaeota“ (früher: MBG-B), ist ein Phylum innerhalb des Reichs der Asgard-Archaeen (Promethearchaeati).
Nach Zhang et al. (2025) und der GTDB bilden die Thorarchaeen eine Klasse Thorarchaeia im Phylum „Asgardarchaeota“ (= Promethearchaeota).

## Forschungsgeschichte und Beschreibung
Asgard-Archaeen sind einzellige marine Mikroben, die verzweigungsähnliche Anhängsel enthalten und Gene besitzen, die Eukaryoten ähnlich sind.
Diese stellen die engsten prokaryotischen Verwandten der Eukaryoten dar.
In der letzten Zeit wurden bei diesen sehr viele enge Beziehungen zwischen den beiden unterschiedlichen Domänen (Archaeen und Eukaryoten) gefunden. Diese sind starke Belege für die Eozyten-Hypothese mit einem Zwei-Domänen-Modell der lebenden (zelluläre) Organismen, die besagt, dass die Eukaryoten sich aus der Domäne der Archaeen heraus entwickelt haben.
Thorarchaeen wurden erstmals in der Sulfat-Methan-Übergangszone (englisch sulfate-methane transition zone, SMTZ) in Gezeitensedimenten identifiziert.
Thorarchaeen sind in Meeres- und Süßwassersedimenten weit verbreitet.
Die metagenomische Rekonstruktion von Genomen aus Sedimentproben dieses Flusses führte zur Rekonstruktion nahezu vollständiger Genome mit einer Länge von 2,4–3,9 Mbp (Megabasenpaaren).
Die Sequenzvergleiche aufgrund der Metagenomanalysen ergaben, dass die Mitglieder dieser Klade sich ausreichend vom Rest der Archaeen unterscheiden, um ein neues Phylum (Klasse?) in des Reichs (früher: des Superphylums) der Asgard-Archaeen zu bilden, wo sie den Lokiarchaeen (Promethearchaeia) relativ nahestehen.

## Etymologie
Der Begriff „Thorarchaeota“ (bzw. „Thorarchaeia“) leitet sich von der mythologischen Figur Thor ab, in Analogie zu den zuvor gefundenen nahestehenden Phylum Lokiarchaeota. Beide Namen (sowie der des diese Gruppen umfassenden Superphylums Asgard) sind inspiriert von der Nordische Mythologie.

## Entdeckung
Die Thorarchaeen wurden erstmals per Metagenom-Analyse von Ästuarsedimenten aus dem White Oak River (34,8835° N, 77,2216° W) in North Carolina identifiziert. Ästuare sind brackige Gewässer, in denen Süß- und Meerwasser zusammentreffen und die ein reichhaltiges und einzigartiges Gebiet an Nährstoffen bieten.
Ein Team der University of Texas entdeckte unter den anoxischen Sedimenten diese neuartigen Mikroben, die beim Abbau von organischem Material, der Fixierung von anorganischem Kohlenstoff und der Reduktion von Schwefel beteiligt sind.
Auch in marinen Umgebungen wurden bei Metagenom-Analysen Thorarchaeen gefunden. Sie scheinen eine Vielfalt an Stoffwechselwegen zu haben, mit dem Potenzial haben, Proteine und Kohlenhydrate abzubauen oder aufzunehmen.

## Beschreibung
Thorarchaeen sind bislang (Stand 2025) noch nicht im Labor kultiviert worden.
Was über Thorarchaeen bekannt ist, stammt daher aus der Metagenomik, d. h. der Analyse von partiellen und nahezu vollständigen Genomen. Aus dem Vergleich mit Gen- und Genomanalysen kultivierter Organismen lässt sich vermuten („vorhersagen“), welche Proteine durch die gefundenen Gensequenzen kodiert werden, und welche Funktion diese vermutlich („vorhergesagt“) haben.
Aus den Teilgenomen („Contigs“) von Thorarchaeen wurden 3.029 vorhergesagte Proteine sequenziert.
Die in diesen Genome enthalten Gene legen nahe, dass Thorarchaeen in der Lage sind, organisches Material abzubauen, was auf eine Rolle im Kohlenstoffkreislauf und eine Zwischenrolle im Schwefelkreislauf schließen lässt.
Es wurden Gene für einen nahezu vollständigen Wood-Ljungdahl-Stoffwechselweg gefunden, jedoch fehlten die Gene für die Formiat-Dehydrogenase.
Dies könnte aber auch auf ein unvollständiges dokumentiertes Genom zurückzuführen sein.
Thorarchaeen nutzen möglicherweise den Tetrahydromethanopterin-Wood-Ljungdahl-Weg, um Kohlendioxid zu reduzieren.
Sie haben Gene für Proteinabbau (Proteolyse) und Assimilation,
darunter Gene für Clostripain  (cloSI) und Gingipain (rgpA), sowie für extrazelluläre Peptidasen.
Dies könnte darauf hindeuten, dass Proteine und Peptide die Hauptkohlenstoffquelle für Thorarchaeen sind.
In sequenzierten Teilgenomen von Thorarchaeen sind auch Gene für die Glykolyse vorhanden.
Es fehlten die Gene für Hexokinasen, Vorhanden waren aber Gene für Pyruvatkinasen und Phosphoenolpyruvatsynthase.
Die vorhandenen Gene für diese Enzyme lassen auf eine Fähigkeit der Thorarchaeen schließen, sich an unterschiedliche Umweltbedingungen anzupassen.
Das Gen der ADP-bildenden Untereinheit der Acetyl-CoA-Synthetase, die in Pyrococcus furiosus und anderen Archaeen an der Acetatbildung beteiligt ist, wurde in allen Thorarchaeen identifiziert; Archaeen dieses Typs können daher Acetat bilden, Es wurden aber bei diesen Archaeen keine Gene für die alkoholische Gärung identifiziert. Vermutlich bilden sie Acetat durch hydrolytischen Abbau von Acetyl-CoA. Acetat dient als Schlüsselsubstrat für die Sulfatreduktion und Methanogenese in Ästuarsedimenten und ist ein wichtiges Bindeglied zwischen oxidativem Stoffwechsel und Fermentation.
In den meisten Proben mit Teilgenomen (Contigs) wurden auch Gene für die Stickstofffixierung gefunden, jedoch keine Gene für die Nitrit-Reduktion (vgl. Ferredoxin-Nitritreduktase).
Einige der sequenzierten Teilgenome kodieren für einen nahezu vollständigen Calvin-Zyklus und es wurde Typ IV RuBisCO festgestellt.
Während andere Phyla innerhalb des Asgard-Superphylums Typ III und Typ IV RuBisCO verwenden, hat keines den Calvin-Zyklus.
Homologe des Sulfohydrogenase-Enzyms von P. furiosus wurden in allen Thorarchaeen identifiziert (Stand 2016), so dass Archaeen dieser Gruppe wahrscheinlich in der Lage sind, Schwefel zu reduzieren. In einigen wurden auch Sulfat- und Thiosulfattransporter, Sulfohydrogenase und Thiosulfatreduktase gefunden.

## Verbreitung
Die Analyse des Gens für die 16S-rRNA zeigte, dass Thorarchaeen in der Natur recht weit verbreitet sind, sie kommen in Mangroven, Seen und hydrothermalen Meeressedimenten vor.

## Systematik
Systematik der Thorarchaeen nach der LPSN und der Taxonomie des NCBI, sowie der GTDB (Stand 11. Juni 2025, auszugsweise):
Phylum Candidatus Thorarchaeota corrig. Seitz et al. (LPSN,NCBI) [Candidatus Thorarchaeia Seitz et al. (LPSN,NCBI)]
- Klasse „Thorarchaeia“ (GTDB)
  - Ordnung „Thorarchaeales“ (GTDB)
    - Familie „Thorarchaeaceae“ (GTDB)
      - Gattung B65-G9 (GTDB)
        - Spezies B65-G9 sp003662765 (GTDB) [inkl. Ca. Thorarchaeota archaeon isolate B65_G9 (NCBI)]

      - Gattung JACAEL01
        - Spezies JACAEL01 sp013388835 (GTDB) [inkl. Ca. Thorarchaeota archaeon isolate L.E.AR.5 (NCBI)]

      - Gattung MP8T-1 (GTDB)
        - Spezies Ca. Thorarchaeota archaeon MP8T_1 (NCBI) [früher MP8T-1 sp002825465 (GTDB)]
        - Spezies Ca. Thorarchaeota archaeon MP9T_1 (NCBI) [früher auch MP8T-1 sp002825465 (GTDB)]
        - Spezies MP8T-1 sp004524565 (GTDB) [inkl. Ca. Thorarchaeota archaeon isolate AMARA_8 (NCBI)]
        - Spezies MP8T-1 sp003345545 (GTDB) [inkl. Ca. Thorarchaeota archaeon isolate OWC2 (NCBI)]

      - Gattung OWC5 (GTDB)
        - Spezies OWC5 sp003345555 (GTDB) [inkl. Ca. Thorarchaeota archaeon isolate OWC5 (NCBI)]

      - Gattung SMTZ1-45 (GTDB)
        - Spezies Ca. Thorarchaeota archaeon AB_25 (NCBI) [SMTZ1-45 sp001940705 (GTDB)]
        - Spezies Ca. Thorarchaeota archaeon MP11T_1 (NCBI) [früher SMTZ1-45 sp002825515 (GTDB)]
        - Spezies Ca. Thorarchaeota archaeon SMTZ-45 (NCBI) [SMTZ1-45 sp001563335 (GTDB)]
        - Spezies Ca. Thorarchaeota archaeon SMTZ1-45 (NCBI) [SMTZ1-45 sp001940705 (GTDB)]

      - Gattung SMTZ1-83 (GTDB)
        - Spezies SMTZ1-83 sp011364985 (GTDB) [inkl. Ca. Thorarchaeota archaeon isolate SZ_4_bin3.344 (NCBI)]
        - Spezies Ca. Thorarchaeota archaeon SMTZ1-83 (NCBI) [SMTZ1-83 sp001563325 (GTDB)], mit SMTZ1_83

      - Gattung TEKIR-12S (GTDB)
        - Spezies TEKIR-12S sp004524435 (GTDB) [inkl. Ca. Thorarchaeota archaeon isolate TEKIR_12S (NCBI)]

      - Gattung TEKIR-14 (GTDB)
        - Spezies TEKIR-14 sp004524445 (GTDB) [inkl. Ca. Thorarchaeota archaeon isolate TEKIR_14 (NCBI)]

      - … (weitere Gattungen nach der GTDB) …